# 林幹雄
林幹雄（日语：／ Hayashi Motoo，1947年1月3日—），日本政治家。出身於千葉縣香取郡東庄町。自由民主黨的眾議院議員（8次當選）。在自民黨內屬於石原派（近未来政治研究會）。
高中就讀於千葉縣立佐原高等學校，1970年畢業於日本大學藝術學部文藝學科。大學畢業後進入小松川鋼機工作，其后成為父親的秘書。1983年開始擔任了3屆千葉縣議會議員。1993年首次當選眾議院議員，之後連續5次當選。
他是選區內的成田機場問題的專家。先後擔任了運輸政務次官、國土交通副大臣等職。2008年8月，福田康夫首相改造內閣，任命他為國家公安委員會委員長兼內閣府特命擔當大臣（沖繩及北方對策、防災擔當）。同年9月，成為自民黨幹事長代理。2009年7月，麻生太郎首相補充閣僚，任命他為國家公安委員會委員長兼內閣府特命擔當大臣（沖繩及北方對策、防災擔當），與福田內閣時期的職務一樣。
2015年被任命為第三次安倍改造內閣的經濟產業大臣。上任前曾任日本眾議院運營委員長。
其父親林大幹也曾擔任眾議院議員，是宮澤內閣中的環境廳長官。

## 外部連結
- 林幹雄官方網站 （页面存档备份，存于）（日語）

| 官衔                   | 官衔                                               | 官衔                   |
| ---------------------- | -------------------------------------------------- | ---------------------- |
| 前任： 宮澤洋一        | 經濟產業大臣 第21代：2015年—2016年                 | 繼任： 世耕弘成        |
| 前任： 泉信也 佐藤勉   | 國家公安委員會委員長 第78代：2008年 第80代：2009年 | 繼任： 佐藤勉 中井洽   |
| 前任： 岸田文雄 佐藤勉 | 特命擔當大臣（沖繩及北方） 2008年 2009年           | 繼任： 佐藤勉 前原誠司 |
| 前任： 泉信也 佐藤勉   | 特命擔當大臣（防災） 2008年 2009年                 | 繼任： 佐藤勉 前原誠司 |